# Новая Мельница (Россошанский район)
Новая Мельница — хутор в Россошанском районе Воронежской области России. 
Входит в состав Новокалитвенского сельского поселения.

## География

### Улицы
- ул. Зеленая
- ул. Подгорная
- ул. Полевая
- ул. Северная
- ул. Центральная
- пер. Тихий

## Население
| 1859 | 2010 |
| ---- | ---- |
| 351  | ↘40  |